# Xã East, Quận Montgomery, Iowa
Xã East (tiếng Anh: East Township) là một xã thuộc quận Montgomery, tiểu bang Iowa, Hoa Kỳ. Năm 2010, dân số của xã này là 1.469 người.